# Gavotí antic
El gavotí antic (Synthliboramphus antiquus) és un ocell marí de la família dels àlcids (Alcidae) que cria a zones més septentrionals que la resta d'ocells del seu gènere.

## Morfologia
- Fan una llargària d'uns 25 cm i un pes de 215 g.
- Sense diferències apreciables entre els sexes.
- En plomatge d'estiu és blau pissarra per sobre i blanc per sota i les infracobertores alars. Cua, ales, flancs, gola, cara, cap i part posterior del coll negres. A ambdós costats del capell una línia blanca. També blanc als costats del coll.
- Bec curt i for, de color blanquinós. Potes grises.
- En hivern la gola és blanca i la barbeta grisenca.
- Joves semblants als adults en plomatge d'hivern.

## Hàbitat i distribució
D'hàbits pelàgics i costaners, ocasionalment és observat a grans llacs. Cria a costes rocoses o caus, des de Kamtxatka cap al sud fins Sakhalín, Corea, i les illes Kurils i del Comandant, i al sud d'Alaska, a les Aleutianes i Kodiak i l'arxipèlag Haida Gwaii. Durant la dispersió hivernal arriba fins al nord del Japó i Califòrnia.